# David Herlicius
David Eliasson Herlicius, född omkring 1590 i Stralsund, död 1638 i Visby, Gotland, var en domkyrkoorganist i Visby församling.

## Biografi
Herlicius föddes omkring 1590 i Stralsund. Han var son till organisten Elias Herlitz och Margareta Kleinsorgen. Herlicius avled 1638 i Visby.

### Familj
Herlicius gifte sig med Gertrud Smitterlow (1610-1675). Hon var dotter till hamnfogden Jörgen Schmitterlow (1545-1620) och Gertrud Meijer i Visby. Smitterlow och Herlicius fick tillsammans sonen Elias Herlicius (1630-1681).